# Танван
Танва́н (кит. упр. 汤旺, пиньинь Tāngwàng) — уезд городского округа Ичунь провинции Хэйлунцзян (КНР). Название уезда происходит от протекающей по его территории реки Танванхэ.

## История
В августе 1958 года на южной половине этой территории было образовано Дунфэнское лесничество. В марте 1960 года оно было преобразовано в район Дунфэн (东风区). В декабре 1962 года район Дунфэн был присоединён к району Синьцин, но в декабре 1964 года был воссоздан вновь. 
В 1964 году на северной половине этой территории было образовано Уилинское лесничество. В октябре 1967 года был образован район Уилин.
В декабре 1983 года район Дунфэн был переименован в Танванхэ.
В 2019 году районы Танванхэ и Уилин были расформированы, а на их землях был создан уезд Танван.
1. ↑  国务院第七次全国人口普查领导小组办公室 中国人口普查分县资料—2020 (кит.) — 北京市: 中国统计出版社, 2022. — 983 с. — ISBN 978-7-5037-9772-9